# Cyperns distrikt
Cypern är indelat i sex distrikt (grekiska: επαρχίες, eparchies, turkiska: kaza) vilka bär samma namn som respektive distriktshuvudstad. 
| Distrikt  | Huvudstad | Grekiska namn            | Turkiska namn    |
| --------- | --------- | ------------------------ | ---------------- |
| Famagusta | Famagusta | Αμμόχωστος (Ammochostos) | Gazimağusa       |
| Kyrenia   | Kyrenia   | Κερύvεια (Keryneia)      | Girne            |
| Larnaca   | Larnaca   | Λάρνακα (Larnaka)        | Larnaka/İskele   |
| Limassol  | Limassol  | Λεμεσός (Lemesos)        | Limasol/Leymosun |
| Nicosia   | Nicosia   | Λευκωσία (Lefkosia)      | Lefkoşa          |
| Pafos     | Pafos     | Πάφος (Pafos/Bafos)      | Baf/Gazibaf      |